# Ports au Cameroun
Les ports au Cameroun sont un ensemble d'infrastructures portuaires dont la plupart se trouve le long du littoral, quelques-unes le long de fleuves.

## Contexte
Le Cameroun est un pays qui possède une bordure côtière de plus de 300 km.
Le nom Cameroun provient de la rivière qui s'appelle Wouri aujourd'hui et qui a été baptisée par des explorateurs Rio dos Camaroes (rivière de crevettes en portugais ); qui donnera Cameroun. 
Le port sur le Wouri est l'un des premiers principaux ports du Cameroun et longtemps le principal point d'entrée maritime. 
Ce port d'estuaire, tout comme d'autres ports sur la côte et dans l'hinterland connaissent des activités halieutiques avant l'arrivée des explorateurs et des colons.

## Histoire
La traite négrière, l'exploration et la colonisation décident de l'essor des bourgades devenues grandes villes comme Douala (Cameroun stadt) et Bonabéri (Hickory Town) de part et d'autre du Wouri; Tiko; Bimbia le long de Modeka creek; Victoria (aujourd'hui Limbé) qui est un bout de terre acheté par Alfred Saker quand il se voit refuser d'installer une colonie à Bimbia; Kribi près de l'embouchure de la Lobé; Campo près de la Lokoundjé.

## Galerie

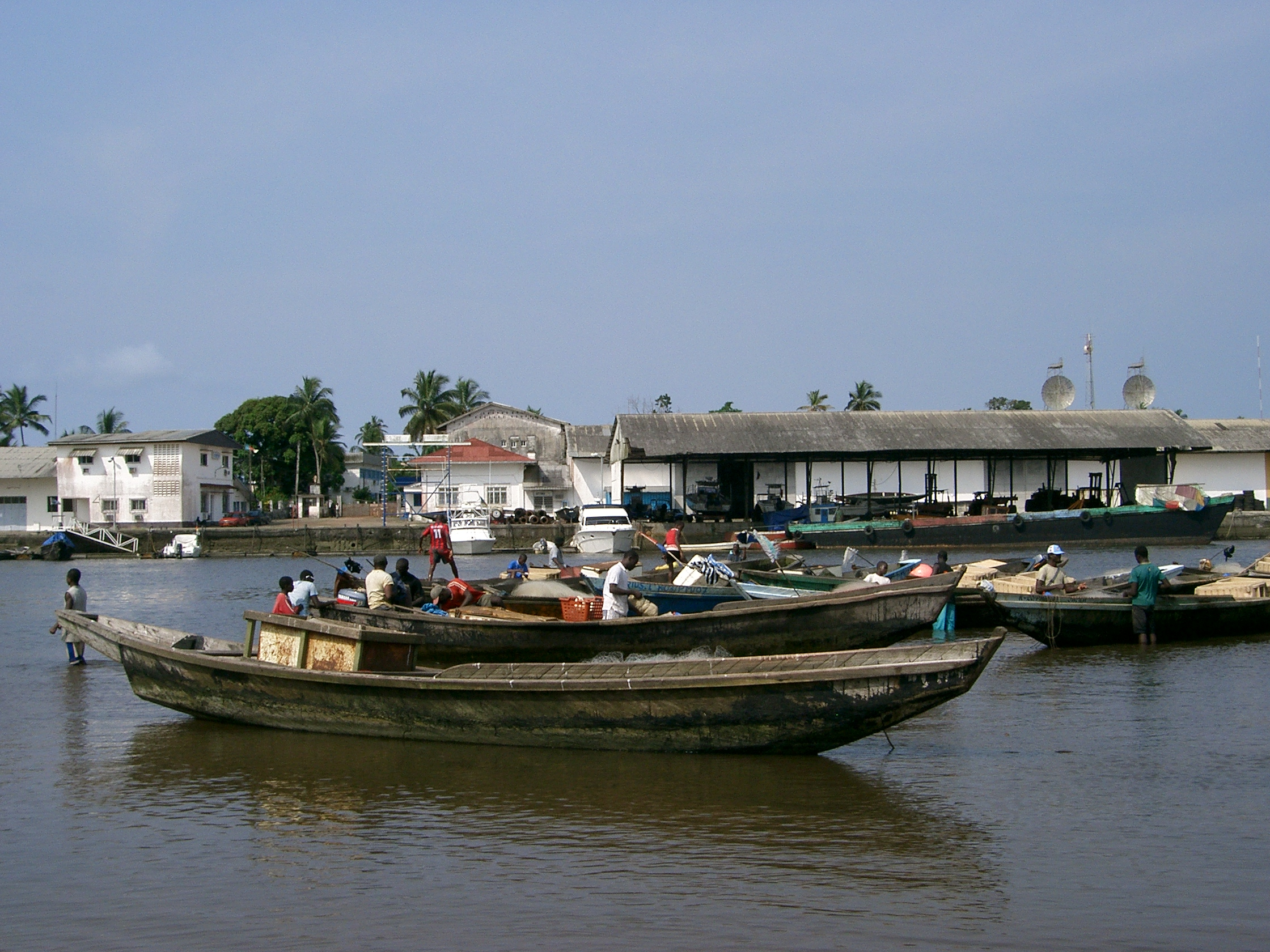
Kribi (Cameroun) le port de pêche
Le port de Kribi avec des pirogues
Stockage du bois dans le port - Kribi, Cameroun
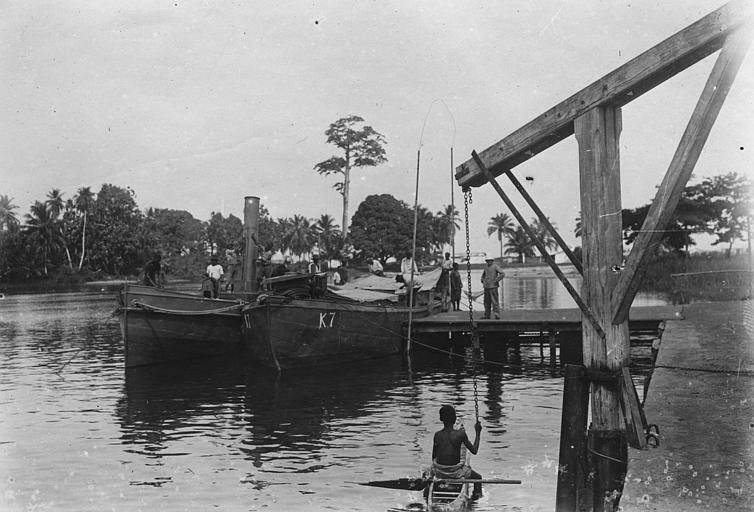
Le port de Kribi en 1917